# A sziget szellemei
A sziget szellemei (eredeti címe: The Banshees of Inisherin) 2022-es brit-amerikai fekete humorú drámai vígjáték Martin McDonagh rendezésében. A főszerepben Colin Farrell, Brendan Gleeson és Kerry Condon. A film premierjét 2022. szeptember 5-én a Velencei Nemzetközi Filmfesztiválon tartották. Az Egyesült Királyságban 2022. október 21-től, az Egyesült Államokban 2022. november 4-től vetítették a mozikban. Magyarországon 2023. január 26-tól volt a moziműsoron.
A filmet tíz BAFTA-díjra, nyolc Golden Globe-díjra, öt Screen Actors Guild-díjra és kilenc Oscar-díjra jelölték.

## Cselekmény
Írország, 1923: Miközben Írországban polgárháború dúl, az Aran-szigetek nyugati partvidékén, a (fiktív) Inisherin (Inis Éireann, "Írország szigete") szigeten Pádraic és Colm életre szóló barátságot kötöttek. A jó természetű Pádraic a nővérével, Siobhánnal él, és a földművelésnek szenteli magát. Kedvenc állata a törpeszamár Jenny, akinek viselkedéséről órákig tud beszélni. Az idősebb Colm népzenész és kutyatulajdonos. Mindketten rendszeresen találkoznak egy sörre a helyi kocsmában, ahol Colm esténként hegedül a többi művésszel.
Április 1-jén Colm hirtelen véget vet barátságának Pádraickel. Ennek okaként Pádraic együgyűségét adja meg. Colm vágyik a szellemi eszmecserére, és ezentúl a zeneszerzésnek akarja szentelni magát, hogy az utókor emlékezetében maradjon. Pádraicet lesújtja ez a hír. Nem akar megbékélni Colm döntésével, és először azt hiszi, hogy ez egy áprilisi tréfa. Többször is felkeresi és szembesíti őt, de eredménytelenül. Hasonlóképpen próbál közvetíteni a vitában az olvasott Siobhán és a fiatal és együgyű Dominic, a helyi rendőr, Peadar fia. Még a Pádraic által felfogadott pap sem tudja megtéríteni Colmot a bűnről és a megbocsátásról szóló vitában. Amikor Dominicot az apja alkohollopás miatt bántalmazza, Pádraic és Siobhán rövid időre befogadja őt. Dominic később ügyetlenül megpróbál romantikus kapcsolatba kerülni Siobhánnal, de a lány kedvesen visszautasítja.
Colm ultimátumot ad Pádraicnek - ha továbbra is zaklatja, minden alkalommal levágja a bal kezének egy ujját a birkanyíró ollóval. Amikor Pádraic nyilvánosan leleplezi Peadart, hogy erőszakos és veri a fiát, az leüti. Colm, aki véletlenül jelen van, Pádraic mellé áll, és kocsival viszi el a városból. Ez azonban nem változtatja meg Colm döntését, mire Pádraic este részeg verekedést provokál a jól látogatott kocsmában. Amikor Pádraic másnap felkeresi Colmot, hogy bocsánatot kérjen a viselkedéséért, az nem sokkal később egy megvágott ujját a bejárati ajtóhoz vágja. Közben a sziget öregje és a mindig sötétbe öltözött Mrs McCormick megjósolja Pádraicnek, hogy a következő hónapban Inisherin lakói közül egy vagy kettő meg fog halni.
Colm és Pádraic kapcsolata ennek hatására megnyugodni látszik. Amikor Pádraic egy nap meglátogatja Colmot, büszkén jelenti, hogy elkészült egy saját szerzeményével, A sziget szellemei című művével. Pádraic viszont véletlenül ismét kivívja Colm haragját, amikor beszámol arról, hogy hamis ürüggyel elűzött egy zenészt a szigetről. Nem sokkal később Colm négy levágott ujjat vág Pádraic és Siobhán bejárati ajtajához. A szigeti életből kiábrándulva Siobhán a szárazföldre költözik, ahol egy könyvtárban kap munkát. Pádraic felfedezi, hogy a szamara, Jenny, Colm egyik ujjának rágcsálásától elpusztult, miközben ő a parton a húgát búcsúztatta. Pádraic eltemeti Jennyt a kertben, és bejelenti Colmnak, hogy másnap délután kettőkor felgyújtja a házát.
Tervét valóra váltja, de gondjaiba veszi Colm kutyáját, akit Colm ajtajában talál. Az ablakon keresztül Pádraic látja Colmot a házban, aki láthatóan dohányzik és beletörődve a sorsába, várja a halált. Peadar le akarja tartóztatni Pádraicet, de mielőtt ezt megtehetné, Mrs McCormick szótlanul elvezeti a fia holttestéhez a közeli tóban. Másnap Colm és Pádraic a kiégett tengerparti háznál találkoznak. Colm elmondja, hogy most már "kvittek" Pádraickel a közelmúlt eseményei után. Bocsánatot kér Jenny véletlen haláláért, és megköszöni neki, hogy gondoskodott a kutyájáról. Pádraic nem ért egyet, de mégis beleegyezik, hogy a jövőben vigyáz Colm kutyájára. A távolból Mrs McCormick figyeli őket.

## Szereplők
| Szerep               | Színész         | Magyar hangja    |
| -------------------- | --------------- | ---------------- |
| Pádraic Súilleabháin | Colin Farrell   | Mészáros Béla    |
| Colm Doherty         | Brendan Gleeson | Gyabronka József |
| Siobhán Súilleabháin | Kerry Condon    | Sodró Eliza      |
| Jonjo Devine         | Pat Shortt      | Törköly Levente  |
| Peadar Kearney       | Gary Lydon      | Bezerédi Zoltán  |
| Gerry                | Jon Kenny       | Beratin Gábor    |
| Dominic Kearney      | Barry Keoghan   | Márkus Sándor    |
| Mrs. McCormick       | Sheila Flitton  | Andai Katalin    |

## Fogadtatása
A film kiváló kritikát kapott. A Rotten Tomatoeson 96%-os minősítést ért el 359 vélemény alapján, az összefoglaló szerint: „Martin McDonagh egyik legjobb munkáját és két kiváló főszereplőt is felvonultatva, A sziget szellemei egy remekül megalkotott, érzelmekkel teli csemege.” Adam Graham a Detroit Newstól azt írta: „Ez egy olyan vígjáték-dráma, amely folyamatosan új utakat talál arra, hogy kemény ütéseket mérjen a testre, és könnyen az év egyik legjobb filmje.” Brian Truitt a USA Todaytől azt írta: „Condon és Keoghan extra személyiséget és lendületet adnak a "Szellemeknek", míg Farrell és Gleeson a két fél lüktető szívét alkotják.” Randy Myers a San Jose Mercury Newstól azt írta: „Minden bizonnyal Farrell egyik legjobb alakítása, és akárcsak a film maga, az ő magányossága is megragad az emberben, mint egy gyakran idézett ír limerick.”
A MetaCritic 87 pontot adott a 100-ból 62 értékelés alapján. Kyle Smith a The Wall Street Journaltól azt írta: „A megsebzett, de vicces, csendes, de rezonáns, és minden hollywoodi képletnek ellenálló A sziget szellemei egy furcsán mélyreható kis vígjáték. Az idei év kevés igazi eredetijének egyike a filmek között.” Alexis Potter az Arizona Republictól azt írta: „Vizuálisan lenyűgöző, jól megírt, és a színészi játék elsőrangú. De kontextus nélkül a cselekmény lapos, és egy nyugtalanító és bizarr filmet hagy maga után.” Mark Feeney a The Boston Globe-tól azt írta: „A Banshees olyan, mint egy novella, amely regény akar lenni. A plusz oldalakat a képeslapos nézetek töltik ki. Vannak szellemes részek - megint csak Martin McDonagh-ról beszélünk -, de összességében a Banshees vontatott és lassú.”
A film a Box Office Mojo szerint 49 millió dolláros bevételt ért el, a költségvetésről nincs információ.

## Fontosabb díjak és jelölések
| Díj                     | Kategória                           | Jelölt                                                        | Eredmény |
| ----------------------- | ----------------------------------- | ------------------------------------------------------------- | -------- |
| Oscar-díj               | legjobb film                        | Graham Broadbent, Pete Czernin és Martin McDonagh             | Jelölve  |
| Oscar-díj               | legjobb rendező                     | Martin McDonagh                                               | Jelölve  |
| Oscar-díj               | legjobb férfi főszereplő            | Colin Farrell                                                 | Jelölve  |
| Oscar-díj               | legjobb férfi mellékszereplő        | Barry Keoghan                                                 | Jelölve  |
| Oscar-díj               | legjobb férfi mellékszereplő        | Brendan Gleeson                                               | Jelölve  |
| Oscar-díj               | legjobb női mellékszereplő          | Kerry Condon                                                  | Jelölve  |
| Oscar-díj               | legjobb eredeti forgatókönyv        | Martin McDonagh                                               | Jelölve  |
| Oscar-díj               | legjobb eredeti filmzene            | Carter Burwell                                                | Jelölve  |
| Oscar-díj               | legjobb vágás                       | Mikkel E. G. Nielsen                                          | Jelölve  |
| BAFTA-díj               | legjobb film                        | –                                                             | Jelölve  |
| BAFTA-díj               | kiemelkedő brit film                | –                                                             | Elnyerte |
| BAFTA-díj               | legjobb rendező                     | Martin McDonagh                                               | Jelölve  |
| BAFTA-díj               | legjobb férfi főszereplő            | Colin Farrell                                                 | Jelölve  |
| BAFTA-díj               | legjobb férfi mellékszereplő        | Barry Keoghan                                                 | Elnyerte |
| BAFTA-díj               | legjobb férfi mellékszereplő        | Brendan Gleeson                                               | Jelölve  |
| BAFTA-díj               | legjobb női mellékszereplő          | Kerry Condon                                                  | Elnyerte |
| BAFTA-díj               | legjobb eredeti forgatókönyv        | Martin McDonagh                                               | Elnyerte |
| BAFTA-díj               | legjobb filmzene                    | Carter Burwell                                                | Jelölve  |
| BAFTA-díj               | legjobb vágás                       | Mikkel E. G. Nielsen                                          | Jelölve  |
| Golden Globe-díj        | legjobb vígjáték vagy musical       | –                                                             | Jelölve  |
| Golden Globe-díj        | legjobb férfi főszereplő (vígjáték) | Colin Farrell                                                 | Elnyerte |
| Golden Globe-díj        | legjobb férfi mellékszereplő        | Barry Keoghan                                                 | Jelölve  |
| Golden Globe-díj        | legjobb férfi mellékszereplő        | Brendan Gleeson                                               | Jelölve  |
| Golden Globe-díj        | legjobb női mellékszereplő          | Kerry Condon                                                  | Jelölve  |
| Golden Globe-díj        | legjobb rendező                     | Martin McDonagh                                               | Jelölve  |
| Golden Globe-díj        | legjobb forgatókönyv                | Martin McDonagh                                               | Elnyerte |
| Golden Globe-díj        | legjobb eredeti filmzene            | Carter Burwell                                                | Jelölve  |
| Screen Actors Guild-díj | legjobb férfi főszereplő (mozifilm) | Colin Farrell                                                 | Jelölve  |
| Screen Actors Guild-díj | legjobb férfi mellékszereplő        | Barry Keoghan                                                 | Jelölve  |
| Screen Actors Guild-díj | legjobb férfi mellékszereplő        | Brendan Gleeson                                               | Jelölve  |
| Screen Actors Guild-díj | legjobb női mellékszereplő:         | Kerry Condon                                                  | Jelölve  |
| Screen Actors Guild-díj | legjobb szereplőgárda (mozifilm)    | Kerry Condon, Colin Farrell, Brendan Gleeson és Barry Keoghan | Jelölve  |
| Arany Málna díj         | megváltó díj                        | Colin Farrell                                                 | Elnyerte |